# ۸۲۳ (میلادی)
۸۲۳ (میلادی) هشتصد و بیست و سومین سال تقویم میلادی است.

## درگذشتگان
‎
-->